# Monte Hebrom
Monte Hebrom (em hebraico: הר חברון, em árabe: جبل الخليل) é uma montanha e também uma região geográfica e formação geológica no sul da Cisjordânia, com seus contrafortes a oeste estendendo-se a Israel. A área foi, nos tempos bíblicos, um centro dos reinos de Israel e dos Hasmoneus. A região leva seu nome no Conselho Regional do Monte Hebrom.